# Phlebosphales engelkei
Phlebosphales engelkei là một loài bướm đêm trong họ Geometridae.